# Charles Vernier (homme politique)
Pour les articles homonymes, voir Vernier et Charles Vernier.
Charles Henri Vernier (né le 27 juin 1883 à Papeete, mort le 12 juin 1966 à Romans-sur-Isère) est un pasteur protestant, enseignant et homme politique de Polynésie française.

## Biographie

### Jeunesse
Son père, le pasteur Jean-Frédéric Vernier, était missionnaire de la Société des missions évangéliques de Paris, envoyé en 1867 à Tahiti pour succéder aux missionnaires britanniques. Lui et son épouse née Maguerite Louise Mouline, ont 8 enfants dont Charles est le septième.
Le jeune Charles Vernier est d'abord envoyé dans sa famille française pour poursuivre ses études, d'abord à partir de 1895 au lycée de Tournon, en Ardèche, puis, de 1903 à 1907, à faculté de théologie protestante de Montauban et enfin, en 1908, à Édimbourg. 

### Carrière pastorale
Son premier poste pastoral est à Annonay en Ardèche, où il rencontre et épouse, en 1911, Ruth, Anna Christol. De 1912 à 1923, il devient pasteur dans les îles Sous-le-Vent, en Polynésie. Le couple a quatre fils, nés entre 1913 et 1921. 
Absolument passionné par la langue tahitienne, Charles Vernier publie régulièrement un journal protestant en langue tahitienne et donna à ses trois derniers fils des prénoms tahitiens en plus de leurs prénoms bibliques. Posté à Papeete à partir de 1925, il publie en 1934 une grammaire tahitienne qui sera diffuse dans les écoles élémentaires. 
En 1936, il est élu président du Conseil Supérieur de l'Église protestante de Tahiti. 

### Seconde guerre mondiale
Il perd deux de ses fils pendant la seconde guerre mondiale, le deuxième Albert Warren Teuranarii engagé dans les Forces françaises libres, tué au combat le 11 avril 1945 dans les Alpes-Maritimes, et le quatrième, André Marc Teru Temaevarau, entré en Résistance en 1943, tué dans les combats de Vassieux-en-Vercors le 21 juillet 1944.

### Carrière politique
Le 21 octobre 1945, il est élu des territoires de Polynésie, à l'Assemblée nationale constituante, avec 80% des voix. Il s’inscrivit au groupe Résistance démocratique et socialiste (UDSR) de René Pleven. Il est ainsi le tout premier élu des Établissements français d’Océanie à siéger dans une assemblée de niveau national. Il ne se présente pas aux élections de la deuxième Assemblée constituante. 

### Dernières années
De 1945 à 1948, il est professeur de langue tahitienne à l’École des Langues orientales.
Il s'éteint le 19 juin 1966 à Romans-sur-Isère, dans la Drôme.

## Distinctions
Chevalier de la Légion d'honneur, palmes académiques, membre de la Société des océanistes à partir de 1917.

## Famille
Plusieurs de ses frères sont également pasteurs et missionnaires. : 
- Frédéric Vernier, né en 1868, est à la fin du XIXe siècle président de la Mission Protestante Française à Madagascar ;
- Paul Louis Vernier, né en 1870, pasteur aux îles Marquises, noue des relations d’échange voire d’amitié avec Paul Gauguin.